# Juta (település)
Juta község Somogy vármegyében, a Kaposvári járásban.

## Fekvése
Kaposvártól 7 kilométerre északnyugatra fekszik. Központján a Kaposvár-Fonyód közti 6701-es út halad keresztül, Hetes-Mezőcsokonya(-Pusztakovácsi) felé a 6703-as út indul ki innen, Kaposfüred és a 67-es főút felől pedig a 6709-es út vezet a településre. Határszélét délkeleten érinti még a 61-es főút is.
Lankás dombok veszik körül, a határ szántóföldjeit északon tölgyes, nyugaton többnyire akácerdő tarkítja. Az erdők 171 hektáron terülnek el, a mezőgazdasági termőterület 1560 hektáros. A községet a jutai vízfolyás szeli ketté.

## Története
A falu valószínűleg már a honfoglalás korától lakott, bár az első okleveles adat 1284-ből származik. Árpád és nemzetsége szálláshelye lehetett. Árpád egyik fiáról, Jutasról kapta a község a nevét. 1284-ben még pusztaként szerepel, de az 1332-37. évi pápai tizedjegyzék szerint már plébániája is volt. 1446-ban a Marczali családot iktatták a helység birtokába. 1481-ben egyházi tulajdon volt, részesedést kaptak belőle a pálosok.
1715-ben a gróf Batthyány családé lett, birtokaikat 1849-ben lefoglalták, és a császári kincstár kezelésébe kerültek. Gróf Ráday Gedeon, majd leszármazottai birtokolták a település nagy részét.
A II. világháború idején nem voltak harcok a községben, s utána sem következett kitelepítés. 1969-ben Juta Hetes társközsége lett, összevonták a szövetkezeteket és körzetesítették az iskolát. Az 1990. évi helyhatósági választásokat követően lett újra önálló a település.
A község 2000. évben avatta zászlaját és címerét. A község címere: a fehér pajzsfő a veres oroszlánokkal az Árpád-ház korai címeréből vett elem, kék pajzsfőben a sziklán fészkelő pelikán a Batthyány család címeréből való, emlékeztetve arra a történelmi tényre, hogy a család jutai birtokait 1848-49-es szabadságharc után az önkényuralmi rendszer elkobozta.

## Közélete

### Polgármesterei
- 1990–1994: Szabó Tibor (független)[3]
- 1994–1998: Szabó Tibor (független)[4]
- 1998–2002: Szabó Tibor (Fidesz)[5]
- 2002–2006: Szabó Tibor (független)[6]
- 2006–2010: Hivatal Nándorné (független)[7]
- 2010–2014: Hivatal Nándorné (független)[8]
- 2014–2019: Major János (Fidesz-KDNP)[9]
- 2019–2024: Major János (Fidesz)[10]
- 2024– : Major János (Fidesz-KDNP)[1]

## Népesség
A település népességének változása:
| Lakosok száma | 1195 | 1178 | 1146 | 1129 | 1126 | 1113 | 1096 |
|               | 2013 | 2014 | 2015 | 2021 | 2022 | 2023 | 2024 |

A 2011-es népszámlálás során a lakosok 90,7%-a magyarnak, 1,1% cigánynak, 0,5% németnek mondta magát (9,2% nem nyilatkozott; a kettős identitások miatt a végösszeg nagyobb lehet 100%-nál). A vallási megoszlás a következő volt: római katolikus 55,8%, református 3,4%, evangélikus 1,2%, felekezet nélküli 16,7% (21,3% nem nyilatkozott).
2022-ben a lakosság 90,7%-a vallotta magát magyarnak, 1,3% cigánynak, 1,2% németnek, 0,3% lengyelnek, 0,2% románnak, 0,1% örménynek, 2,8% egyéb, nem hazai nemzetiségűnek (8,9% nem nyilatkozott; a kettős identitások miatt a végösszeg nagyobb lehet 100%-nál). Vallásuk szerint 37,1% volt római katolikus, 3,5% református, 2% evangélikus, 0,2% görög katolikus, 0,7% egyéb keresztény, 0,7% egyéb katolikus, 17,3% felekezeten kívüli (38,4% nem válaszolt).

## Nevezetességei
A község műemléki védettségű katolikus temploma 1782-ben épült késő barokk stílusban.
A település neves személyisége Nagy István tanító, jegyző és kántor, aki az 1848-49-es szabadságharc idején toborzásokat szervezett. Tiszteletére 1978-ban, kivégzésének feltételezett helyén, a temetőben a lakosság emlékművet állított, 1996-ban az iskola az ő nevét vette fel és utcát is neveztek el róla.
A templomkertben található az I. és a II. világháborús emlékmű: „Akiért a harang nem szólt!”, őrzi azon jutaiak nevét, akik a háború áldozatai voltak.
Emlékpark és emlékoszlop a millennium tiszteletére (avatása 2001. augusztus 11-én volt).

## Eseménynaptár
Minden évben a június 13-át követő első vasárnap Antal-napi búcsút, augusztus utolsó szombatján falunapot tartanak a településen.

## Alapítványok, civil szervezetek
- Sportegyesület
- Juta Lakóinak Egészséges Életmódjáért Közalapítvány
- Hagyományőrző és Nyugdíjas Klub
- Jutai Ifjúságért Kulturális Egyesület (JIKK)
- Jutai Sporthorgász Egyesület